# Alberto Masferrer
Alberto Masferrer, né le 24 juillet 1868 à Alegría (anciennement Tecapa) dans le département d'Usulután et mort en exil le 4 septembre 1932 à Tegucigalpa au Honduras, est un enseignant, philosophe, essayiste, poète et homme politique salvadorien.
Avec ses écrits, il marqua une période de la littérature salvadorienne par sa pensée et sa défense des plus pauvres et des luttes sociales.

## Débuts
Alberto Masferrer est né dans un village près de San Salvador, d'origine Pipils et dominé plus tard par les Lenca. Il fut autodidacte, ayant reçu une éducation formelle (école primaire et secondaire). Son goût pour la littérature l'amena à choisir l'enseignement comme carrière. À ce propos, Arturo Ambrogi écrivit que « j'ai rarement vu un lecteur aussi massif qu'Alberto ».

## Carrière

### Reporter et politique
Entre 1928 et 1930, il fonde et dirige le périodique Patria, dans lequel il dénonçait l'injustice sociale et pronait la justice pour les plus nécessiteux au regard de la pauvreté généralisée dans le pays. Il travailla dans des quotidiens et revues nationales et internationales, fut rédacteur des quotidien El Chileno et El Mercurio, à Santiago du Chili, l'hebdomadaire La Reforma, le quotidien Los Obreros Unidos, travailla dans les revues La República de Centroamérica, Actualidades, Bibliográfica Científico-Literaria, El Simiente, etc.
Il commença sa carrière politique comme consul du Salvador en Argentine (1901), au Chili (1902), au Costa Rica (1907) et en Belgique (1910), ainsi qu'à la Cour internationale de justice en 1912; il joua aussi le rôle d'archiviste de la comptabilité de la nation, rédacteur et directeur du Journal Officiel (1892), secrétaire de l'Institut National (1890) et assesseur du Ministère de l'instruction publique (1916). Suivant ses principes de lutte pacifique pour les droits des individus, il devint l'idéologue et directeur de campagne politique en 1930 du futur président Arturo Araujo. La même année, il fut élu député, se détachant politiquement du président et de ses positions.
Malgré son opposition à l'arrivée à la présidence du général Maximiliano Hernández Martínez, la prise du pouvoir par les militaires fut inévitable. À partir de ce moment, Masferrer tenta de contenir la violence qui explosera des mois plus tard dans la révolte paysanne de 1932, qui aura pour effet la mort d'un millier d'indigènes et l'exil de Masferrer au Honduras. Sa relation avec le Parti communiste salvadorien était ambivalente, même si l'écrivain a tenté d'opérer une influence pacificatrice.

## Professeur et écrivain
Il a exercé la profession d'enseignant au Guatemala, Salvador, Honduras, Costa Rica, Chili et en Argentine, et baptisé « professeur et directeur des multitudes » par Claudia Lars.
En tant qu'écrivain, son œuvre se caractérise fondamentalement par les thématiques sociales, exigeant un minimum de droits pour chaque personne, dignifiant l'être humain au travers de l'utilisation de paroles profondément dures, polémiquant sur les traditions socialement acceptées. Il utilise occasionnellement le pseudonyme « Lutrin ».

## Décès
Après sa déroute politique et morale à cause de l'explosion de violence qu'il essaya de contenir, il s'exila au Honduras, où il est décédé d'un arrêt cardio-respiratoire et victime de sa faible santé. Pendant toute sa vie, il a souffert de la tuberculose, syphilis, plusieurs pneumonies et une série d'accidents cardiovasculaires qui le mettront dans une chaise roulante pour de courtes périodes à d'innombrables occasions; il passa ainsi près de la moitié de sa vie dans une d'elles. Étant mort seul, les détails des circonstances de sa mort demeurent obscurs. Pour les mêmes raisons, un débat a eu lieu concernant le lieu de sa mort, certains ayant suggéré qu'il soit décédé à Salvador.
En hommage à Masferrer, il existe de nombreuses écoles, universités, places et monuments portant son nom, l'honorant au niveau officiel et reconnaissant son influence importante sur des générations d'éducateurs et écrivains nationaux. De plus, par décret législatif, le 30 août 1949, la tombe de Masferrer est devenue monument national.